# Loris Margaritis

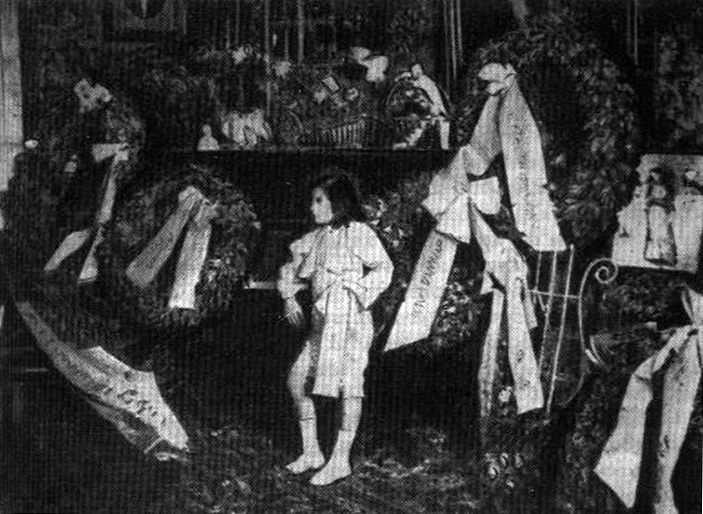
Der achtjährige Virtuose in München

Lykourgos „Loris“ Margaritis (griechisch Λυκούργος «Λώρης» Μαργαρίτης, * 25. August 1895 in Egion, Achaia; † 27. September 1953 in Athen) war ein griechischer Pianist und Komponist Klassischer Musik.

## Leben
Margaritis erregte bereits als Siebenjähriger Aufsehen, als er im Athener Konservatorium bei einem Konzert sechs eigene Kompositionen spielte. Georgios Nazos gab daraufhin den Eltern den Rat, ihn nach Deutschland zu schicken. Als Achtjähriger spielte er vor dem bayerischen König und dann auch öffentlich in München. Hier wurde er das Vorbild für die Hauptfigur in Das Wunderkind, einer im Dezember 1903 geschriebenen Künstler-Erzählung Thomas Manns, der ein Konzert in München besucht hatte. Margaritis studierte von 1903 bis 1904 in München Musik, von 1904 bis 1908 besuchte er die Griechische Schule in Berlin und erhielt gleichzeitig Privatunterricht bei namhaften Dozenten der Berliner Musikhochschule (Klavier bei Bernhard Stavenhagen und Komposition bei Robert Kahn). 1908 schrieb er sich mit einer Sondergenehmigung vor Vollendung des 18. Lebensjahres zum Studium an der Königlichen Akademie der Tonkunst in München ein, wo Heinrich Kaspar Schmid (Klavier), Friedrich Klose (Komposition) und Felix Mottl (Dirigieren) seine Lehrer waren.
Nach seinem Studienabschluss 1913 zog Margaritis nach Thessaloniki und war an der Gründung des dortigen Konservatoriums beteiligt, wo er ab 1915 Klavier lehrte und ab 1936 auch Mitglied der Direktion war. Ab 1920 gab er zahlreiche Konzerte in Mitteleuropa. 1925 heiratete er seine frühere Schülerin Ida Rosenkranz, mit der er seit 1921 ein Klavierduo bildete, das zahlreiche Mozartwerke erstmals in Griechenland aufführte. 1927 gründete er zusammen mit Bernhard Paumgartner die Klavierkurse bei der Internationalen Sommerakademie Mozarteum in Salzburg, wo er – mit Unterbrechungen – ebenfalls bis zu seinem Tode lehrte. Nach dem Anschluss Österreichs an das Deutsche Reich wurden die Kurse von Margaritis an der Sommerakademie offiziell abgesagt. 
1940 zog Margaritis nach Athen, wo er Leiter der Musikabteilung am griechischen Bildungsministerium wurde. Nachdem am 9. April 1941 die deutsche Wehrmacht die Stadt Thessaloniki besetzt hatte, wurden Margaritis und seine Ehefrau, die jüdischer Herkunft war, von der Gestapo verfolgt, weil man ihnen Kontakte zu griechischen Partisanen unterstellte. 1942 konnten die beiden nach Athen flüchten und Zuflucht bei prominenten Intellektuellen finden. Ab 1945 gehörte Margaritis dem Obersten Musikrat an. Im Jahr 1948 wurde er von Bernhard Paumgartner wieder an die Sommerakademie in Salzburg eingeladen. Margaritis bestimmte ab 1952 maßgeblich die Gesetzgebung zur griechischen Musikedukation. Außerdem war er Juror zahlreicher europäischer Wettbewerbe, so beim Chopin-Wettbewerb in Warschau.

## Ehrungen
- Goldene Mozartmedaille der Internationalen Stiftung Mozarteum Salzburg (1953)
- Ritterkreuz des griechischen Phönix-Ordens (1954)

## Werkauswahl
Das kompositorische Schaffen tritt hinter der internationalen Lehr- und Konzerttätigkeit Margaritis’ deutlich zurück; viele Werke blieben unvollendet oder unverlegt. Einige seiner Orchesterwerke transkribierte er auch für Klavierduo.
- Odysseus und Nausikaa, Epische Symphonie nach Homer für Orchester (UA 1930 In Thessaloniki)
- Pastorale für kleines Orchester
- Makedonitika in zwei Teilen für Orchester
- Symphonische Skizze für Orchester
- Ena stigmieo (‚Ein Augenblick‘) für zwei Klaviere
- Voukolikos Choros (‚Hirtentanz‘) für zwei Klaviere
- Sonatine op. 5 (1920) für Klavier
- Stichi (‚Verse‘), 11 Stücke für Klavier op. 10 (nach 1919)
- Griechische Lieder (Zwei Hefte mit neun Liedern)